# 10239 Hermann
10239 Hermann è un asteroide della fascia principale. Scoperto nel 1998, presenta un'orbita caratterizzata da un semiasse maggiore pari a 3,1699416 au e da un'eccentricità di 0,2352442, inclinata di 16,94090° rispetto all'eclittica.
L'asteroide è dedicato all'astronomo ed ingegnere statunitense Shawn Michael Hermann.